# Delta 99 (revista)
Delta 99 fue una revista de historietas editada por Ibero Mundial de Ediciones entre 1968 y 1971. De periodicidad mensual, alcanzó los 27 números.
Tenía el subtítulo de ciencia ficción para adultos, y a este género pertenecían las series que presentaba: Delta 99, 5 por Infinito y Johnny Galaxia. 
Se la considera el primer tebeo español de su época no dirigido expresamente a niños y en la senda del cómic adulto que entonces se producía en Europa. Todavía no era totalmente adulto, sin embargo, al plegarse mayormente al modelo de la típica ópera espacial.